# Canchy, Somme

Canchy este o comună în departamentul Somme, Franța. În 1 ianuarie 2022 avea o populație de 346 de locuitori.